# Nissan Junior
1953 startete zwischen Nissan und Austin Motors ein technologischer Kooperationsvertrag. Das Ergebnis dieser Vereinbarung war die Vermarktung des Austin A40 als Nissan A40 in Japan sowie die Produktion des Austin A50 in Lizenz als Nissan A50. Darüber hinaus durfte Nissan die Austin-Motoren und Chassis-Technologie dieser Modelle für eigene Fahrzeuge nutzen. 1956 erschien dann der Nissan Junior, ein Pick-up und Kombi, der mit dem Austin-Motor des A50 ausgestattet war. 1957 folgte der Kleintransporter Nissan Junior Caball auf Basis des Junior. Nachdem Ende der 1950er Jahre der Vertrag endete, verwendete Nissan eigene Motoren, die vom ursprünglichen Austin-Motor als Vorlage entwickelt wurden. In den 1960er Jahren kooperierte Nissan mit dem Hersteller Prince Jidōsha Kōgyō und übernahm diesen schließlich komplett. 1970 wurde das Modell Prince Miler ins Junior-Programm integriert und fortan gab es speziell für den Vertrieb über das Nissan-Prince-Händlernetz einen Nissan Junior als Nissan Miler in spezieller Ausstattung. 1982 endete die Produktion der Modellreihe ohne Nachfolger und die Produktionsanlagen wurden an SAIPA veräußert, wo das Modell von 1983 bis 2003 und seither vom SAIPA Tochterunternehmen Zamyad als Z24 produziert wird.

## Nissan Junior B40/B140 1956–1962
Der Pick-up (in Japan Truck) Nissan Junior startete 1956 als zweiter, selbstentwickelter Nissan-Pkw nach dem Nissan Patrol, obwohl es sich beim Junior eigentlich weniger um einen Pkw und um ein kleines Fahrzeug handelt. Vielmehr entsprach er mehr einem kleinen Lkw, denn er hatte einen klassischen Lkw-Leiterrahmen mit Blattfedern vorne und hinten. Im damaligen Angebot von Nissan, neben dem Patrol nur Lkws, Omnibusse und Kleintransportern war er jedoch das kleinste Angebot und erhielt wohl deswegen den Namen. Das Design des Junior war eine Mischung aus britischen und amerikanischen Einflüssen. Der Junior war fast eine Kreuzung zwischen einem Austin A40 und einem 1950er Ford F-100. Der Kühlergrill bestand aus einem weiß lackierten Stahlblech mit 3 horizontalen Schlitzen im oberen und 14 kleinen vertikalen Schlitzen im unteren Abschnitt. Im unteren Abschnitt waren die vorderen Blinker integriert. Als Motor kam die 1500-cm³-Version des Austin B-Serie OHV Vierzylinder-Ottomotor mit 37 kW (50 PS) Leistung zum Einsatz. Dessen Kraft wurde mittels 4-Gang-Schaltgetriebe auf die hinteren 16-Zoll-Räder übertragen. Der Pritschenwagen bot eine maximale Nutzlast von 1750 kg. Wenig später als der Pick-up wurde der Delivery Van Junior VB40 vorgestellt, ein Kombi auf Basis des Junior, der auch als Krankenwagen erhältlich war. 1957 folgte dann der Kleintransporter und LKW Nissan Junior Caball mit der technischen Basis des Junior.
1959 startete die B140-Serie. Neben den bislang bekannten Karosserieversionen gab es nun auch ein Fahrgestell mit Frontpartie und Windschutzscheibe für Aufbauten. Als FRB140 wurde ein Feuerwehrfahrzeug ab Werk auf dem Fahrgestell basierend angeboten. Die wichtigste und grundlegende einzige Änderung gegenüber der B40-Serie war jedoch ein besserer Motor, den die neue B140-Serie Junior bekam. Hatten die Vorgängermodelle noch den B-Serie-Austin-Motor, zog nun der auf dessen Basis von Nissan selbst entwickelte G-Serie-Motor ein. Dieser hatte 1488 cm³ und leistete 57 kW (77 PS). Dieser Motor wurde auch im neuen Nissan Cedric 30 und im Datsun Z SP310 verwendet. Neben anderen technischen Änderungen wie neu gestaltetem Zylinderkopf, stark verbessertem Verteiler und einem Doppel-Vergaser überwand Nissan auch die chronischen Ölleck-Probleme des Austin-Original dank einer kompletten Neugestaltung der Kurbelwelle und dessen Dichtungen. Bis Januar 1962 wurde die Serie ohne größere Änderungen produziert.

## Nissan Junior 40/41 1962–1970
1962 startete die Junior-40-Serie. Neben dem Pick-up, den es nun auch mit Doppelkabine gab, wurde nur noch das Fahrgestell und dem darauf basierenden Feuerwehrfahrzeug angeboten. Während die Technik weitgehend der B40/140-Serie entsprach, war das Design bedeutend moderner geworden und lehnte sich an den Nissan Cedric 31 an. Er erhielt auch dessen Scheinwerfer und vordere Blinker sowie Zierleisten, Spiegel und Türgriffe. In seiner Auslegung als reines Nutzfahrzeug war er in allen Massen gewachsen. Anfänglich waren die Felgen in der gleichen Karosseriefarbe lackiert, ab 1964 einheitlich in silber. Neben dem bekannten 1488-cm³-G-Serie-Motor mit 57 kW (77 PS) gab es nun auch einen 1883-cm³-H-Serie-Ottomotor mit 65 kW (92 PS) Leistung. Zudem ergänzte der 2164-cm³-SD22-Dieselmotor mit 51 kW (70 PS) das Angebot. Der Hauptkonkurrent des Junior im Segment in Asien und Ozeanien war der Toyota Stout. Während die kleineren Pick-ups wie der Datsun 220 und Datsun 320 in deutlich größeren Mengen als vergleichbare Modelle von Toyota verkauft wurden, war der Junior gegenüber dem Stout bei weitem nicht so erfolgreich. Obwohl der Junior mindestens so gut wenn nicht sogar besser als das Stout war, wurde er aufgrund seines Namens vor allem im Exportmarkt nicht so gut angenommen. Ursprünglich als kleinstes Modell als Nissan im Ausland gestartet, einem bis 1960 nur als Lkw-Produzenten bekannten Hersteller, mit dem Namen Junior für ein ziemlich schweres Nutzfahrzeug überzeugte die Exportkunden nicht. In den Exportmärkten kannte man zudem Nissan kaum, anders als Datsun. Deshalb wurde auch 1966 die Exportstrategie geändert und die größeren Konzernfahrzeuge, die als Nissan vermarktet wurden, bot man von nun an außerhalb Japans ebenfalls als Datsun an. Einzige Ausnahme blieb der Junior, der weiterhin auch im Export als Nissan angeboten wurde und auch aufgrund der Verwicklung von Nissan in den Zweiten Weltkrieg nicht in Nordamerika angeboten wurde. Wohl auch deshalb war der Junior nicht so erfolgreich wie der Toyota Stout.
1966 startete eine aktualisierte Junior-41-Serie. Einzige Änderung war der H20-Ottomotor, der als Basis-Motor im Nissan Cedric 130 eingesetzt wurde, als Ersatz für die bisherigen Ottomotoren. Der neue H20 war ein 1982-cm³-Vierzylinder-OHV-Motor mit 73 kW (99 PS) bei 5000/min. Zunächst hatte der H20 eine dreifach gelagerte Kurbelwelle, ab 1967 fünffach gelagert.

## Nissan Junior 140/141 / Nissan Miler 140/141 1970–1982
Im September 1970 ersetzte die Junior-140-Serie die mittlerweile veraltete 41-Serie. Das Design war viel moderner geworden, ebenso war das Armaturenbrett nun einem Pkw ähnlich gestaltet worden. Erhältlich war nur noch der Pick-up mit Einzel- oder Doppelkabine. Neben dem H20-Ottomotor und SD22-Dieselmotor gab es nun auch einen 1,6-Liter-Ottomotor. Nachdem Nissan Prince Jidōsha Kōgyō übernommen hatte, wurde das ähnliche Modell Prince Miler 1970 aufgegeben und ins Junior Programm integriert. Fortan gab es speziell für den Vertrieb über das Nissan-Prince Händlernetz einen Nissan Junior als Nissan Miler in spezieller Ausstattung.
Im Jahr 1974 wurde ein verbessertes Modell, der Junior 141, vorgestellt, der aufgrund der ab 1975 verschärften Abgasvorschriften ein überarbeiteter Junior 140 war.
Aufgrund des nicht befriedigenden Markterfolgs wurde der Junior schon Mitte der 1970er Jahre nach und nach aus den Exportmärkten zurückgezogen. Lediglich im Nahen Osten war der Junior erfolgreich. So erwarb SAIPA aus dem Iran die Produktionsanlagen des Nissan Junior, dessen Produktion 1982 ohne Nachfolger eingestellt wurde.

## SAIPA / Zamyad Z24
SAIPA hatte die Produktionsanlagen des Junior erworben und produzierte von 1983 bis 1998 den Nissan Junior 141 als SAIPA Z24. 1998 übernahm Zamyad, ein Tochterunternehmen von SAIPA, die Produktion und produziert seither den Z24. Seit 2003 nicht mehr als SAIPA, sondern als Zamyad. Ausgestattet ist das aktuelle Modell mit einem 114-PS-(84 kW)-2,4-Liter-Ottomotor.